# Джек Ричер, или Это стоит смерти
«Джек Ричер, или Это стоит смерти» (англ. Worth Dying For, другое название — «За это стоит умереть») — роман английского писателя Ли Чайлда, вышедший в 2010 году. Пятнадцатая книга из серии о бывшем военном полицейском Джеке Ричере. Является бестселлером по версии «The New York Times».

## Сюжет
Бывший военный полицейский Джек Ричер, чудом выживший после взрыва в Южной Дакоте, направляется в Виргинию, чтобы встретиться с майором Сьюзен Тернер, новым командиром 110-го подразделения военной полиции, которым он когда-то руководил. В сельской местности Небраски Ричер останавливается на ночь в мотеле и становится свидетелем того, как пьяный врач отказывается принять вызов к Элеоноре Дункан, избитой её мужем Сетом, отец и дядья которого управляют транспортной компанией.
Несмотря на отчаянные протесты, Ричер привозит врача к избитой женщине, а затем находит её мужа и ломает ему нос. Желая отомстить, Сет Дункан, отправляет друзей разобраться с доктором. Ричер вмешивается, но владельцу мотеля приходится выселить Джека. Ричер знакомится с Дороти Коу, горничной из мотеля. Она приглашает Джека позавтракать к себе домой и рассказывает, что Дунканы стали причиной их бедности после того, как Дороти обвинила их в похищении её дочери Маргарет.
Дунканы понимают, что Ричер может стать им помехой и подключают к его поискам двух мафиози и четырёх арабских боевиков. Все они являются звеньями преступной цепочки, каждая из которых намеревается захватить лидерство и ликвидировать конкурентов.
Ричер изучает информацию об исчезновения Маргарет. Ему приходится убить одного из арабов, обставив дело так, будто тот был убит итальянцами. Во время встречи с доктором и Дороти Ричера избивают Сет с друзьями, и, впервые сломав ему нос, бросают в подвал. После ухода Дункана Джеку удаётся заманить охранников внутрь и выбраться из подвала. Он разбирается с оставшимися бандитами.
Далее Ричер направляется к одному из амбаров, принадлежащих Дунканам, и расправляется там с их другом Элдриджем Тайлером, нанятым убить Джека. Обнаружив в амбаре разлагающиеся останки, Ричер раскрывает, что Дунканы занимаются торговлей женщинами и девушками из Юго-Восточной Азии. Некоторых из них, в том числе и имеющую вьетнамское происхождение Маргарет, они насиловали и убивали. Ричер при помощи местных жителей расправляется с Дунканами, освобождает очередную партию азиаток и возобновляет свой путь к Сьюзен Тернер.